# 金鍾云
金 鍾云（キム・ジョンウン、朝鮮語: 김종운、1929年 - 2000年3月16日）は、大韓民国の英文学者、教授。第19代ソウル大学校総長。

## 経歴
京畿高等学校を経て、1957年にソウル大学校文理科大学英文学科卒。1962年にニューヨーク州立大学碩士、1974年にソウル大学校大学院博士。1963年よりソウル大学校語学研究所専任講師・助教授、成均館大学校文科大学助教授、ソウル大学校文理科大学助教授・副教授、ソウル大学校人文大学英語英文学科副教授・教授を歴任し、1991年8月14日から1995年2月28日まで第19代ソウル大学校総長を務めた。1995年より名誉教授。2000年、ソウル大学校病院にて持病により死去、享年72。